# Бам Бам Бигелоу
Скот Чарлс Бигелоу (1 септември 1961 – 19 януари 2007) е америкаснки кечист, най-добре познат със сценичното му име Бам Бам Бигелоу.
По време на своята професионална кеч кариера от 21 години Биглоу работи за големи кеч компании, включително World Wrestling Federation (WWF), оригиналната Extreme Championship Wrestling (ECW) компания и World Championship Wrestling (WCW). отличителната татуировка на пламък, която покрива по-голямата част от плешивата му глава. Бигелоу е познат и с неговия прякор „Звяра от Изтока“.
Бигелоу е бил носител на много титли в ECW и WCW, 13 през цялата му кариера. Той шампион в тежка категория на ECW и двукратен световен отборен шампион на WCW. Макар никога да не е носил титла на WWF, той оглавява много pay-per-view турнири за компанията, включително КечМания 11.
Райън Мърфи от WWE (преди това WWF) в публикация през 2013 г. описва Бигелоу като „най-естествения, пъргав и физически забележително едър мъж на последния четвърт век“.

## В кеча
- Финални ходове
  - Wham, Bam, Thank You Ma'am (Diving headbutt)[1][5]
  - Greetings From Asbury Park[1] (Over the shoulder reverse piledriver) – ECW/WCW
  - Nuclear Splash[6] (Diving splashщ) – CWA
  - Slingshot splash[6] – 1987–1988
- Ключови ходове
  - Bam Bamsault (Rolling moonsault)[7]
  - Body avalanche[1]
  - Cobra clutch bulldog[1]
  - Delayed vertical suplex[1]
  - Падащ лист
  - Double underhook backbreaker[1]
  - Enzuigiri[1]
  - Headbutt drop[1][5]
  - Jumping DDT[8]
  - Lariat[1]
  - Military press slam[1]
  - Powerbomb[1]
  - Running somersault senton[1]
  - Running splash[1]
  - Snake Eyes[9]
- Мениджъри
  - Лари Шарп
  - Даймънд Далас Пайдж[10]
  - Сър Оливър Хъмпърдинк[11]
  - Пол И Опасния
  - Рик Руд
  - Луна Вашон
  - Тед Дибиаси
- Прякори[12]
  - „Звяра от Изтока“
  - „Горящото чудо“
  - „(Самопровъзгласилия се) Убиец на Таз“
- Музика
  - "Welcome To The Jungle" на Guns N' Roses (ECW, 1997)
  - The Zoo на Брус Дикинсън (ECW, 1998)

## Шампионски титли и отличия
- Continental Wrestling Association
  - Южняшки шампион в тежка категория на AWA (1 път)
- Extreme Championship Wrestling
  - Световен шампион в тежка категория на ECW (1 пъти)
  - Световен телевизионен шампион в тежка категория на ECW (1 път)
- NWA Northeast
  - Североизточен шампион в тежка категория на NWA (1 път)[13]
- New Japan Pro Wrestling
  - Отборен шампион на IWGP (1 път) – с Биг Ван Вейдър[14]
- Pro Wrestling Illustrated
  - Класиран като #24 от топ 500 индивидуални кечисти в PWI 500 през 1994
  - Класиран като #68 от топ 500 индивидуални кечисти в PWI Years през 2003
  - Класиран като #36 от топ 100 отбора в PWI Years в Биг Ван Вейдър 2003
- Universal Superstars of America
  - Шампион в тежка категория на USA (1 път)[13]
- USA Pro Wrestling/USA Xtreme Wrestling
  - Шампион в тежка категория на USA Pro/UXW (2 пъти)
- World Championship Wrestling
  - Хардкор шампион на WCW (1 пъти)
  - Световен отборен шампион на WCW (2 пъти) – с Даймънд Далас Пейдж и Кенйън1
- World Class Wrestling Association
  - Телевизионен шампион на WCWA (1 път)
- World Wrestling Federation
  - Награди Слами (1 път)
    - Най-добра глава (1987) с Джийн Окерлънд
- Wrestle Association R
  - Световен отборен шампион с шестима на WAR (1 пъти) – с Хиромичи Фуюки и Йоджи Анджо
  - Отборен Турнир с шестима (1994) – с Геничиро Тенрю и Ацуши Онита
- Wrestling Observer Newsletter
  - Новобранец на годината (1986)
  - Най-лошият мач на годината (1993) с Бащън Бугър и Ловците на глави срещу Бъшуакърс и Хора на Мисия на Сървайвър

1 ↑Бигелоу защитаваше титлите с Пейдж или Кенйън под Правилата на Фрийбърдс.

## Рекорд в смесените бойни изкуства
| Професионален рекорд |          |          |
| 1 мач                | 0 победи | 1 загуба |
| чрез нокаут          | 0        | 0        |
| чрез предаване       | 0        | 1        |
| чрез решение         | 0        | 0        |

| Резултат | Рекорд | Опонент       | Метод                  | Събитие | Дата            | Рунд | Време | Място  |
| -------- | ------ | ------------- | ---------------------- | ------- | --------------- | ---- | ----- | ------ |
| Загуба   | 0-1    | Кимо Леополдо | Предаване (задушаване) | U-Japan | 17 ноември 1996 | 1    | 2:15  | Япония |